# José Luis Ozores
Pour les articles homonymes, voir Ozores.
 (avril 2024).
Si vous disposez d'ouvrages ou d'articles de référence ou si vous connaissez des sites web de qualité traitant du thème abordé ici, merci de compléter l'article en donnant les références utiles à sa vérifiabilité et en les liant à la section « Notes et références ».
 (avril 2024).
La mise en forme du texte ne suit pas les recommandations de Wikipédia : il faut le « wikifier ».
Les points d'amélioration suivants sont les cas les plus fréquents :
- Les titres sont pré-formatés par le logiciel. Ils ne sont ni en capitales, ni en gras.
- Le texte ne doit pas être écrit en capitales (les noms de famille non plus), ni en gras, ni en italique, ni en « petit »…
- Le gras n'est utilisé que pour surligner le titre de l'article dans l'introduction, une seule fois.
- L'italique est rarement utilisé : mots en langue étrangère, titres d'œuvres, noms de bateaux, etc.
- Les citations ne sont pas en italique mais en corps de texte normal. Elles sont entourées par des guillemets français : « et ».
- Les listes à puces sont à éviter, des paragraphes rédigés étant largement préférés. Les tableaux sont à réserver à la présentation de données structurées (résultats, etc.).
- Les appels de note de bas de page (petits chiffres en exposant, introduits par l'outil «  Source ») sont à placer entre la fin de phrase et le point final[comme ça].
- Les liens internes (vers d'autres articles de Wikipédia) sont à choisir avec parcimonie. Créez des liens vers des articles approfondissant le sujet. Les termes génériques sans rapport avec le sujet sont à éviter, ainsi que les répétitions de liens vers un même terme.
- Les liens externes sont à placer uniquement dans une section « Liens externes », à la fin de l'article. Ces liens sont à choisir avec parcimonie suivant les règles définies. Si un lien sert de source à l'article, son insertion dans le texte est à faire par les notes de bas de page.
- La présentation des références doit suivre les conventions bibliographiques. Il est recommandé d'utiliser les modèles {{Ouvrage}}, {{Chapitre}}, {{Article}}, {{Lien web}} et/ou {{Bibliographie}}. Le mode d'édition visuel peut mettre en forme automatiquement les références.
- Insérer une infobox (cadre d'informations à droite) n'est pas obligatoire pour parachever la mise en page.

Pour une aide détaillée, merci de consulter Aide:Wikification.
Si vous pensez que ces points ont été résolus, vous pouvez retirer ce bandeau et améliorer la mise en forme d'un autre article.
José Luis Ozores Puchol, surnommé Peliche, est un acteur espagnol né en 1922 à Madrid où il meurt en 1968.
Il se marie avec la danseuse Concepción Muñoz, union de laquelle naissent l'actrice Adriana Ozores, Mariano et Pelayo Ozores.

## Biographie
José Luis Ozores nait le 18 juin 1922 à Madrid, il est le frère ainé d'une famille de trois enfants, connus pour être les Frères Ozores, avec Antonio et Mariano Ozores.
Jose Luiz Ozores étudie pour devenir maître d'oeuvre, mais s'oriente dans le théâtre à 17 ans dans la compagnie de ses parents : Mariano Ozores Francés et Luisa Puchol Butier, puis entre au théâtre de Madrid dans la compagnie Teatro María Guerrero. Il se révèle grand acteur comique.
Sa carrière au cinéma débute en 1945 quand il apparaît dans le film El camino de Babel de Jerónimo Mihura Santos, mais elle prend de l'ampleur à partir des années 1950 à la suite de son rôle dans Recluta con niño de Pedro Luis Ramirez, dans lequel il joue le personnage emblématique espagnol des années 50 : Miguel Cañete. Il jouera au total dans plus de 40 films en une quizaine d'année de carrière. Sa particularité est de jouer avec un humour gestuel et sur le bafouement.
En 1959, on lui diagnostique à une sclérose en plaques qui le paralyse petit à petit, et à partir de ce moment, sa carrière diminue et il ne joue quasiment que dans des films dirigés par ses frères. Son dernier rôle est dans le film Hoy como ayer de Mariano Ozores, dans lequel il ne joue qu'assis.
À partir de 1963, il travaille pour la RTVE où il devient présentateur d'un programme télévisé. En 1965, il revient vers le théâtre en interprétant un personnage dans El poder de Joaquin Calvo Sotelo.
Il décède de sa maladie le 10 mai de 1968.
Le 18 juin 2023, un hommage lui est rendu pour le centenaire de sa naissance par el Festival du Cinéma de Valladolid.

## Filmographie
| Date | Film                          | Directeur                                 | Prix |
| ---- | ----------------------------- | ----------------------------------------- | --- |
| 1945 | The Road to Babel             | Jerónimo Mihura Santos                    | |
| 1950 | The Last Horse                | Edgar Neville                             | |
| 1951 | Cuento de hadas               | Edgar Neville                             | |
| 1951 | Fairytale                     |                                           | |
| 1952 | From Madrid to Heaven         | Rafael Gil                                | |
| 1952 | A Room for Three              | Tono                                      | |
| 1953 | The Devil plays the flute     | José María Forqué                         | |
| 1953 | Cabaret                       | Eduardo Manzanos Brochero                 | |
| 1953 | Ce couple heureux             | Juan Antonio Bardem, Luis García Berlanga | |
| 1953 | Plume au vent                 | Louis Cuny, Ramón Torrado                 | |
| 1954 | Good News                     | Eduardo Manzanos Brochero                 | |
| 1955 | Al fin solos                  | José María Elorrieta                      | |
| 1955 | Radio Stories                 | José Luis Sáenz de Heredia                | |
| 1955 | ¡Ahí hay petróleo!            | Rafael J. Salvia                          | |
| 1956 | We Thieves are Honourable     | Pedro Luis Ramírez                        | |
| 1956 | The Big Lie                   | Rafael Gil                                | |
| 1956 | Encuentro en la ciudad        | José María Elorrieta                      | |
| 1956 | Recluta con niño              | Pedro Luis Ramírez                        | |
| 1956 | Calabuig                      | Luis García Berlanga                      | |
| 1956 | La chica del barrio           | Ricardo Núñez                             | |
| 1956 | La vida en un bloc            | Luis Lucia Mingarro                       | |
| 1957 | El fotogénico                 | Pedro Lazaga                              | |
| 1957 | Los ángeles del volante       | Ignacio Iquino                            | |
| 1957 | El tigre de Guanajuato        | Pedro Luis Ramirez                        | |
| 1957 | La cenicienta y Ernesto       | Pedro Luis Ramirez                        | |
| 1957 | Pasaje a Venezuela            | Rafael J. Salvia                          | |
| 1957 | El andén                      | Eduardo Manzanos Brochero                 | |
| 1958 | El aprendiz de malo           | Pedro Lazaga                              | |
| 1958 | El puente de la paz           | Rafael J. Salvia                          | |
| 1958 | El hombre del paraguas blanco | Joaquín Luis Romero Marchent              | |
| 1958 | Patio andaluz                 | Jorge Griñán                              | |
| 1959 | El parque de Madrid           | Enrique Cahen Salaberry                   | |
| 1959 | The Jinx                      | Pedro Luis Ramírez                        | |
| 1959 | Poison at 2:30                | Mariano Ozores                            | |
| 1959 | Casque blanc                  | Pedro Balañá, Tony Saytor                 | |
| 1960 | ¡Ahí va otro recluta!         | Tito Fernández                            | |
| 1960 | Un ángel tuvo la culpa        | Luis Lucia Mingarro                       | |
| 1960 | Juicio final                  | José Ochoa                                | |
| 1961 | My love is called Margarita   | Tito Fernández                            | |
| 1961 | ¡Aquí están las vicetiples!   | Tito Fernández                            | |
| 1962 | Sabían demasiado              | Pedro Lazaga                              | |
| 1962 | Salto mortal                  | Mariano Ozores                            | |
| 1962 | Su alteza la niña             | Mariano Ozores                            | |
| 1963 | Alegre Juventud               | Mariano Ozores                            | |
| 1964 | La hora incógnita             | Mariano Ozores                            | Prix du Syndicat national du spectacle, la médaille d'or du Círculo de Bellas Artes de Madrid et le Prix Maria Rolland. |
| 1965 | Suspendido en sinvergüenza    | Mariano Ozores                            | |
| 1966 | Hoy como ayer                 | Mariano Ozores                            | |

## Prix
En 1964, il reçoit le Prix du Syndicat national du spectacle, la médaille d'or du Círculo de Bellas Artes de Madrid et le Prix Maria Rolland pour son jeu dans La Hora incógnita.